# Augustin-Alexandre de Hoefnagle
Augustin-Alexandre François Joseph de Hoefnagle (Luxemburg, 9 april 1747 - Kasteel Schuttbourg in Kautenbach, 31 augustus 1819) was lid van een Zuid-Nederlandse adellijke familie.

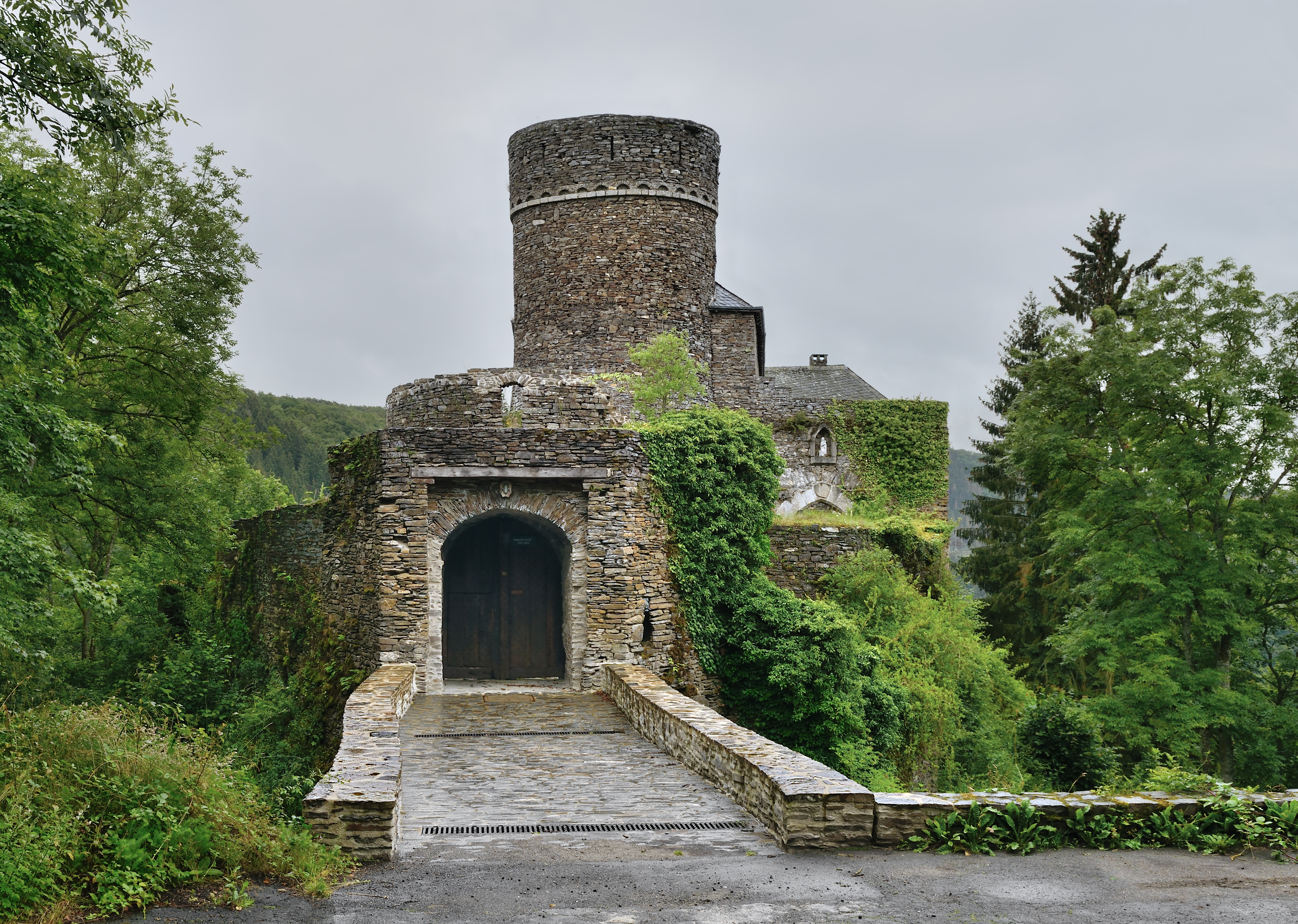
Het slot Schuttburg

## Geschiedenis
De ouders van Augustin de Hoefnagle waren Auguste-Charles Joseph de Hoefnagle (1717-1792) en Lucie de la Haye (1720-1751), die in 1745 getrouwd waren.
Augustin trouwde met Marie-Anne Deverlange (1766-1820).
Hij promoveerde tot licentiaat in de rechten. Hij was de laatste heer van Schuttbourg in het hertogdom Luxemburg. 
De eigenaar van 1722 tot 1764 van het slot Schuttburg was Alexander Joseph de Hoefnagle. Hij overleed toen hij 83 was. Zijn zoon was de eigenaar van het slot van 1764 tot 1792. Het ging om Auguste Charles de Hoefnagle, getrouwd met Lucie de la Haye. Vanaf 1792 was Augustin-Alexandre de eigenaar.
In 1816 werd Augustin van Hoefnagle benoemd in de Ridderschap van Luxemburg. Zijn opname in de adel werd door een akte van bewijs bevestigd.
Na een paar jaar overleed Hoefnagle, en ook zijn vrouw. Het huwelijk was kinderloos gebleven. Het is dan ook niet te verwonderen dat hij in de vergetelheid geraakte en dat over hem ongeveer niets is terug te vinden. Er is daar aan toe te voegen dat door de afscheiding van het groothertogdom, de Luxemburgse adel niet meer in Belgische jaarboeken of verzamelwerken voorkwam.